# Натали Кардон
Натали Кардон (на френски: Nathalie Cardone) е френска певица и актриса. Нейният баща е сицилианец, а майка ѝ - испанка. За първи път се появява на сцената през 1988 година във филма Drôle d'endroit pour une rencontre („Странно място за среща“), където партнира на Катрин Деньов и Жерар Депардийо. През същата година играе и в La Petite Voleuse („Малката крадла“). През следващата, 1989 година, получава номинация за Сезар.
Най-голяма известност ѝ носи видеото с песента Hasta siempre, посветена на аржентинския революционер Че Гевара.

## Студийни албуми
- 1999 „Nathalie Cardone“
- 2008 „Servir le beau“